# Depok

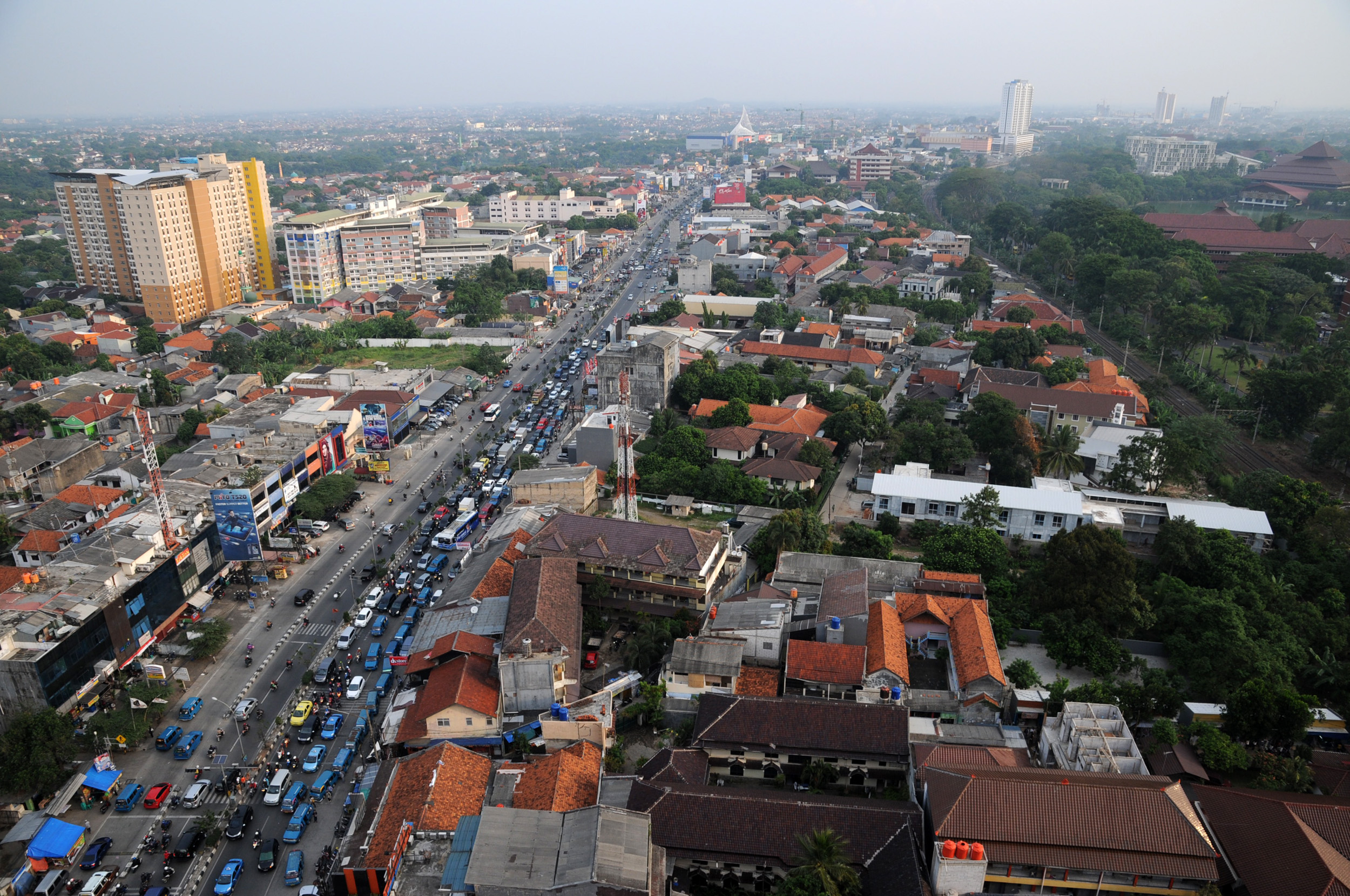
Die Skyline von Depok

Depok ist eine Großstadt in der indonesischen Provinz Jawa Barat auf der Insel Java. Die Stadt hat eine Fläche von 200 km² und hatte Ende 2021 knapp zwei Millionen Einwohner. Depok ist als eine eigene Verwaltungseinheit Teil der Metropolregion Jabodetabek, die sich um die indonesische Hauptstadt Jakarta gebildet hat.

## Geografie
Depok ist hinsichtlich Fläche und Bevölkerung das drittgrößte (von neun) Munizipien (Kota) der Provinz Westjava. Im Westen, Süden und Osten ist es vom Regierungsbezirk Bogor umgeben. Im Norden hat es Kota Tangerang Selatan, die Provinz Jakarta und den Kabupaten Bekasi als Nachbarn. Depok erstreckt sich zwischen 6°19′ und 6°28′ s. Br. sowie zwischen 106°43′ und 106°55′ ö. L.

### Topografie
Die Landschaft von Depok zeichnet sich von Süden nach Norden als Tieflandgebiet mit schwach wellenförmigen Hügeln zwischen 50 und 140 Metern über dem Meeresspiegel aus. Depok wird durch die großen Flüsse Ciliwung und Cisadane sowie 13 weitere kleine Wasserläufe entwässert. Es gibt 25 Seen (169,68 ha) mit einer schlechten Wasserqualität. Immer wieder existieren Überschwemmungsprobleme, besonders in Gebieten, die vom Angke, Ciliwung, Pesanggrahan und Cikeas durchflossen werden.

### Verwaltungsgliederung
Die verwaltungstechnisch einer Provinz gleichgestellte Stadt wird administrativ in 11 Distrikte (Kecamatan) unterteilt, die nach ihren Verwaltungsorten benannt sind. Eine weitere Unterteilung erfolgt in 63 Kelurahan (Dörfer urbanen Charakters) mit 926 Rukun Warga (RW, Weiler) und 5.332 Rukun Tetangga (RT, Nachbarschaften).
| Code 1   | Kecamatan Distrikt | Fläche (km²) | Einwohner Census 2010 2 | Volkszählung 2020 | Volkszählung 2020 | Volkszählung 2020 | Anzahl der Kelurahan 6 |
| Code 1   | Kecamatan Distrikt | Fläche (km²) | Einwohner Census 2010 2 | Einwohner 3       | 0Dichte 40        | Sex Ratio 5       | Anzahl der Kelurahan 6 |
| -------- | ------------------ | ------------ | ----------------------- | ----------------- | ----------------- | ----------------- | ---------------------- |
| 32.76.01 | Pancoran Mas       | 18,03        | 210.514                 | 244.975           | 13.587,18         | 101,2             | 6                      |
| 32.76.02 | Cimanggis          | 21,58        | 241.979                 | 252.014           | 11.678,1          | 102,8             | 6                      |
| 32.76.03 | Sawangan           | 26,19        | 123.571                 | 178.928           | 6.831,9           | 104,1             | 7                      |
| 32.76.04 | Limo               | 11,84        | 87.953                  | 115.718           | 9.773,5           | 102,3             | 4                      |
| 32.76.05 | Sukmajaya          | 17,35        | 232.308                 | 252.531           | 14.555,1          | 99,2              | 6                      |
| 32.76.06 | Beji               | 14,56        | 165.903                 | 171.723           | 11.794,2          | 102,1             | 6                      |
| 32.76.07 | Cipayung           | 11,45        | 127.917                 | 171.587           | 14.985,8          | 102,5             | 5                      |
| 32.76.08 | Cilodong           | 16,19        | 125.014                 | 168.178           | 10.387,8          | 103,0             | 5                      |
| 32.76.09 | Cinere             | 10,55        | 107.461                 | 101.654           | 9.635,4           | 100,4             | 4                      |
| 32.76.10 | Tapos              | 33,26        | 216.215                 | 263.366           | 7.918,4           | 101,0             | 7                      |
| 32.76.11 | Bojongsari         | 19,30        | 99.735                  | 135.661           | 7.029,1           | 102,9             | 7                      |
| 32.76    | Kota Depok         | 200,29       | 1.738.570               | 2.056.335         | 10.266,8          | 101,9             | 63                     |

## Demografie
Innerhalb von 5 Jahren in der Zeit von 2000 bis 2005 stieg in Depok die Bevölkerungszahl um knapp 448.000 Einwohner. Im Jahr 1999 betrug die Einwohnerzahl noch unter 1 Million, bis 2005 hatte man 1.374.522 Menschen zu verzeichnen, die Zweimillionengrenze wurde 2014 überschritten. Diese Zunahme ist der hohen Migrationsrate geschuldet. Damit beträgt die Bevölkerungsdichte 11.643 Einwohner pro km².
| Jahr | männlich  | weiblich  | Gesamt    |
| ---- | --------- | --------- | --------- |
| 2010 | 887.410   | 868.202   | 1.755.612 |
| 2011 | 921.096   | 902.086   | 1.823.182 |
| 2012 | 955.381   | 936.600   | 1.891.981 |
| 2013 | 990.281   | 971.901   | 1.962.182 |
| 2014 | 1.025.784 | 1.007.724 | 2.033.508 |
| 2015 | 1.061.889 | 1.044.213 | 2.106.102 |
| 2016 | 1.098.473 | 1.081.340 | 2.179.813 |
| 2017 | 1.135.539 | 1.118.974 | 2.254.513 |
| 2018 | 1.173.102 | 1.157.231 | 2.330.333 |
| 2019 | 1.210.887 | 1.195.939 | 2.406.826 |
| 2020 | 1.249.118 | 1.235.068 | 2.484.186 |

| Datum    | Fläche (km²) | Einwohner  | Einwohner    | Einwohner    | Bevölke- rungsdichte (Einw. je km²) | Sex Ratio (Männer pro 100 Frauen) |
| Datum    | Fläche (km²) | 00gesamt00 | 00männlich00 | 00weiblich00 | Bevölke- rungsdichte (Einw. je km²) | Sex Ratio (Männer pro 100 Frauen) |
| -------- | ------------ | ---------- | ------------ | ------------ | ----------------------------------- | --------------------------------- |
| 31.12.20 | 200,00       | 939.210    | 925.956      | 1.865.166    | 9.325,83                            | 101,0000                          |
| 30.06.21 | 200,29       | 933.689    | 918.189      | 1.851.878    | 9.245,98                            | 101,6900                          |
| 31.12.21 | 199,91       | 951.197    | 942.124      | 1.893.321    | 9.470,87                            | 100,9600                          |

Zum Census im September 2020 lebten in Kota Depok 2.056.335 Menschen, davon 1.018,279 Frauen (49,52 %) und 1.038.056 Männer (50,48 %). Gegenüber dem letzten Census (2010) stieg der Frauenanteil um 0,18 % (Sex Ratio: 102,7).
Ende 2021 waren 93,10 Prozent der Einwohner Muslime, Christen gab es 6,34 % (91.124 ev.-luth. / 28.971 röm.-kath.), 0,28 % Buddhisten sowie 0,17 % Hindis.

## Geschichte
Durch das Gesetz Nr. 15 des Jahres 1999 wurden 63 Kelurahan aus dem Regierungsbezirk Bogor ausgegliedert und zum sechsten Munizipium zusammengefasst. Ursprünglich aus sechs Distrikten (Kecamatan) bestehend, kamen später fünf weitere hinzu:
| Cinere (aus Limo ausgegliedert) | Cipayung (aus Pancoran Mas) | Cilodong (aus Sukmajaya) | Tapos (aus Cimanggis) | Bojongsari (aus Sawangan) |

## Bildung
Depok ist einer der zwei Standorte der Universitas Indonesia. Die Universitas Gunadarma, die Universitas Islam Internasional Indonesia und die
Universitas Mercu Buana sowie diverse Technische Hochschulen befinden sich ebenfalls in Depok. In Depok gibt es 2.036 Schulen.